# Stora Tranegöl
Stora Tranegöl är en sjö i Hultsfreds kommun i Småland och ingår i Viråns huvudavrinningsområde.